# Authezat-la-Sauvetat
Authezat-la-Sauvetat est une ancienne commune du Puy-de-Dôme, elle a existé jusqu'en 1872. En cette année elle a été supprimée, au bénéfice de la création de deux nouvelles communes indépendantes, Authezat et La Sauvetat.

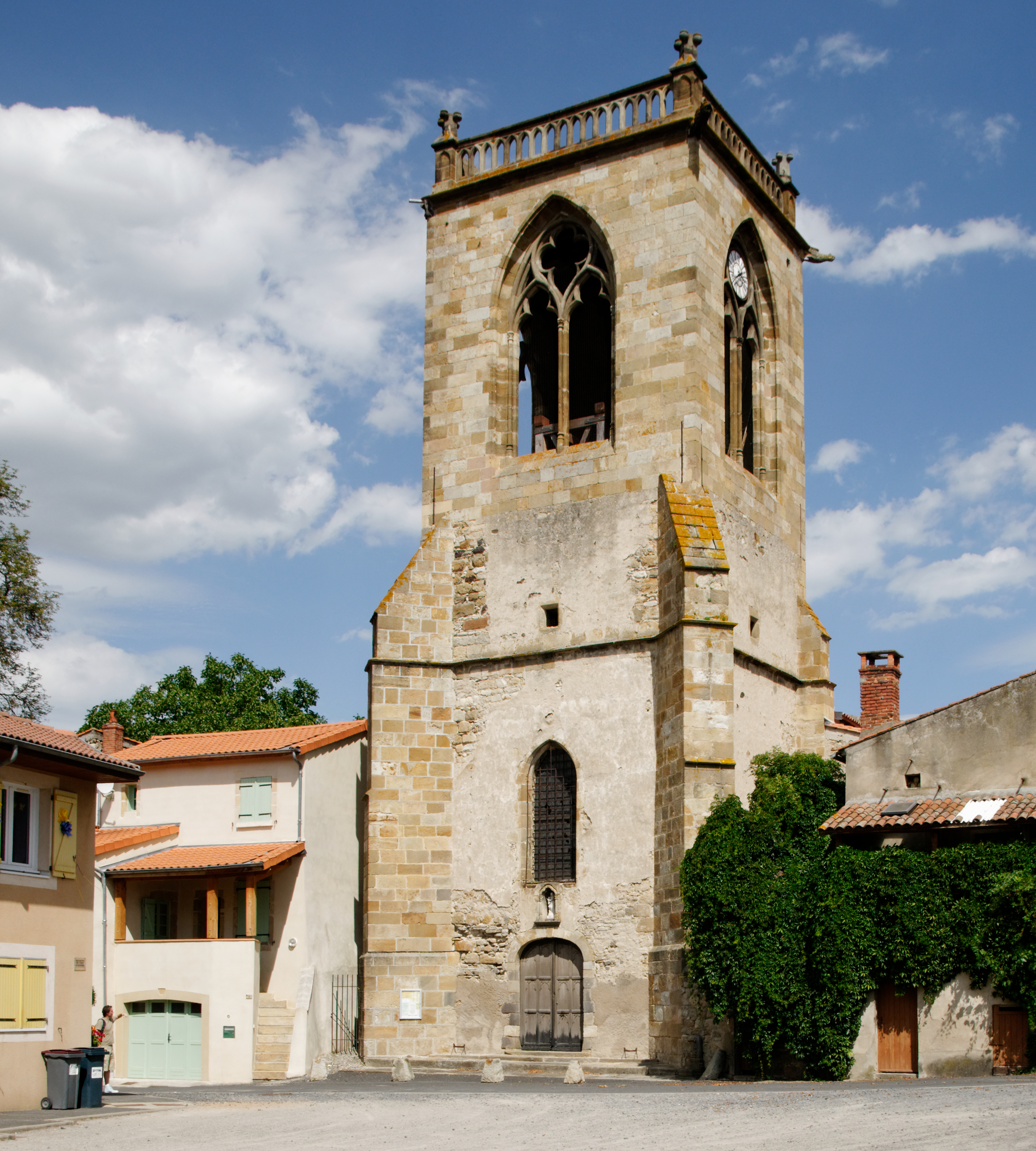
L'église Notre-Dame d'Authezat